# Daniel Bovet
Daniel Bovet, född 23 mars 1907, död 8 april 1992, var en italiensk farmakolog.

## Biografi
Bovet föddes i Fleurier i Schweiz. Han avlade examen vid universitetet i Genève 1927 och disputerade 1929. Från 1929 till 1947 arbetade vid Pasteurinstitutet i Paris. Han flyttade 1947 till Istituto Superiore di Sanità i Rom.
År 1964 blev Bovet professor vid universitet i Sassari i Italien och från 1969 till 1971 var han chef för National Research Council i Rom innan han avgick till en professur vid University of Rom La Sapienza, som han innehade fram till 1982.
År 1957 erhöll Bovet Nobelpriset i fysiologi eller medicin för sin upptäckt av läkemedel som blockerar effekten av specifika signalsubstanser. Han är mest känd för sin upptäckt 1937 av antihistaminer, som blockerar signalsubstansen histamin och används för behandling av allergier. Inom hans forskning finns också arbeten kring kemoterapi, sulfapreparat, det sympatiska nervsystemet, farmakologi kring curare och andra neurofarmakologiska områden.
År 1965 ledde Bovet en studie som visade att tobaksrökning ökade användarens intelligens. Han förklarade i en intervju för New York Times att syftet inte var att ”skapa genier, utan att sätta mindre begåvade personer i stånd att nå en tillfredsställande mental och intellektuell utveckling”.